# Har de puttet noget i kaffen?
Har de puttet noget i kaffen? er Gnags' 13. studiealbum, udgivet i 1987. Det er som de fleste andre Gnags-plader indspillet i Feedback-studiet. Mixningen foregik august-september 1987 i Werner Studio, dog er "Dengang jeg var dreng" og "Den blå mikrofon": mixet i Puk-studiet august 1987.
Albummet er bl.a. kendt for nummeret "Den dejligste morgen", som blev et radiohit.

## Numre

### Side 1
1. "Den dejligste morgen" (4:38)
2. "Et kys i solen" (4:33)
3. "Elskende i natten" (3:25)
4. "Den blå mikrofon" (3:38)
5. "Skinne som et juletræ" (4:20)

### Side 2
1. "Som et fyrtårn ved havet" (4:48)
2. "Hun letted låget på hans kikkert" (4:03)
3. "En aften med blinkende stjerner" (4:12)
4. "Dengang jeg var dreng" (3:55)
5. "Jeg elsker dig" (2:55)

Bonusnummer på cd-udgaven:
1. "Ritas rock'n roll band" (remix) (4:45)